# Stanisław Andrzej Gorczyca
Stanisław Andrzej Gorczyca (Miłomłyn; 27 de Julho de 1958 — ) é um político da Polónia. Ele foi eleito para a Sejm em 25 de Setembro de 2005 com 5822 votos em 34 no distrito de Elbląg, candidato pelas listas do partido Platforma Obywatelska.
Ele também foi membro da Sejm 2001-2005.